# شهرک شهید رجایی (باغ‌ملک)
شهرک شهیدرجایی (باغ‌ملک)، روستایی از توابع بخش مرکزی شهرستان باغ‌ملک در استان خوزستان ایران است.

## جمعیت
این روستا در دهستان هپرو قرار دارد و براساس سرشماری مرکز آمار ایران در سال ۱۳۸۵، جمعیت آن ۳۵۲ نفر (۶۷خانوار) بوده‌است.